# Fábio Carbone

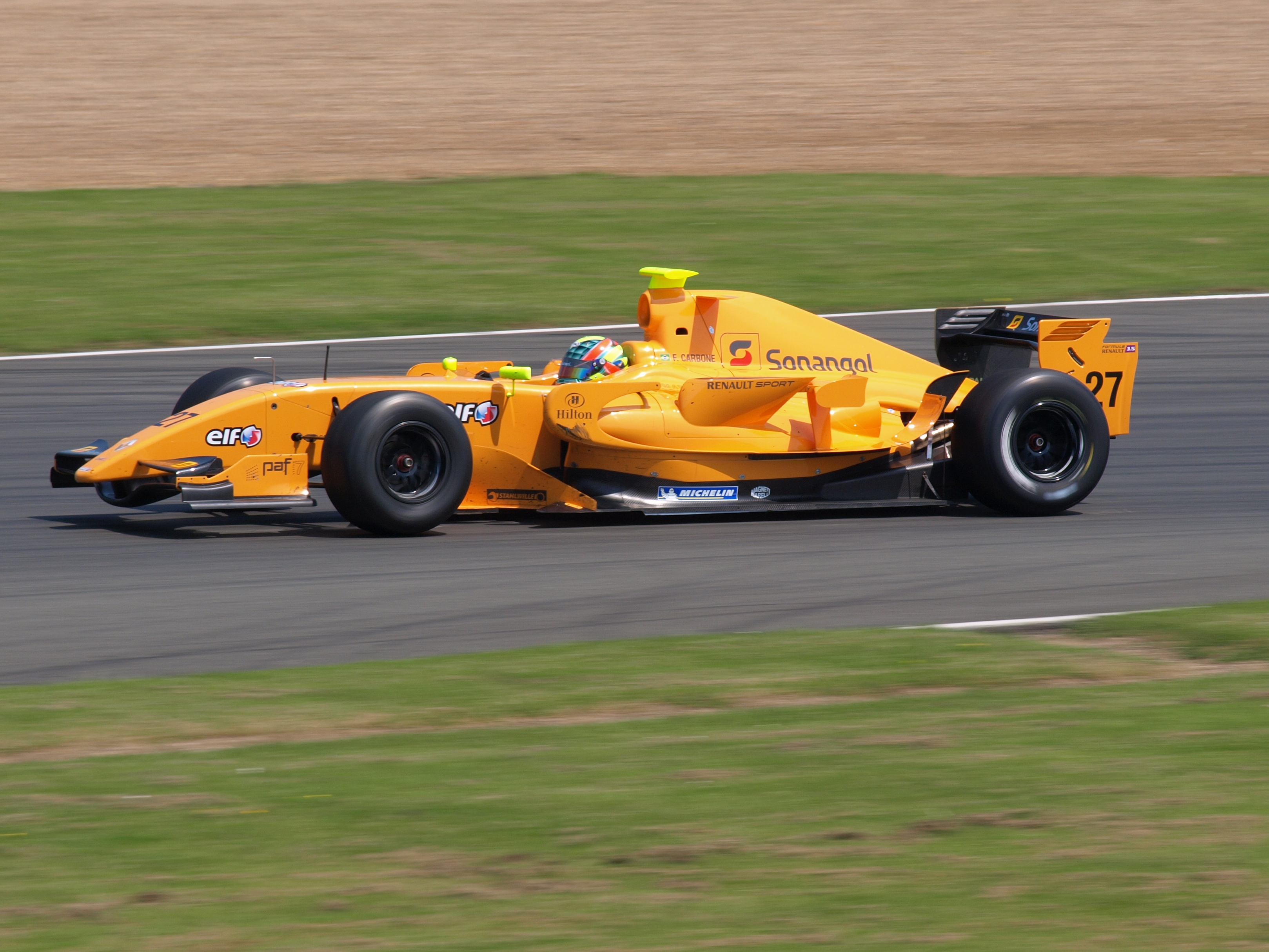
Carbone op Silverstone in 2008.

Fábio Carbone (São Paulo, 4 september 1980) is een Braziliaans autocoureur.

## Carrière
Carbone begon zijn autosportcarrière in het karting op negenjarige leeftijd en won het Braziliaanse kampioenschap toen hij 15 jaar was in 1995.
In 1999 stapte Carbone over naar de Braziliaanse Formule Chevrolet, waarin hij met twee overwinningen als tweede eindigde achter Felipe Massa. In 2000 bleef hij hier rijden en eindigde hij met één overwinning als vijfde.
In 2001 ging Carbone in Europa racen, waarbij hij uitkwam in zowel de Eurocup Formule Renault 2.0 als de Italiaanse Formule Renault 2.0. In het Italiaanse kampioenschap won hij twee races, waardoor hij achter Ryan Briscoe en César Campaniço als derde eindigde. In de Eurocup behaalde hij twee podiumplaatsen en eindigde hij als zesde. Door zijn resultaten werd hij door Renault opgenomen in het RF1 Driver Programme.
In 2002 maakte Carbone zijn Formule 3-debuut in het Britse Formule 3-kampioenschap voor Fortec Motorsport en eindigde als zesde in het kampioenschap. Dat jaar won hij ook de Masters of Formula 3 op het Circuit Park Zandvoort.
In 2003 stapte Carbone over naar de Formule 3 Euroseries, waarbij hij voor Signature Plus een race won op het Circuit de Pau en als vijfde in het kampioenschap eindigde. Tevens behaalde hij de pole position in de Grand Prix van Macau en eindigde achter Nicolas Lapierre als tweede in de race.
In 2004 stapte Carbone over naar het Japanse Formule 3-kampioenschap, waarbij hij voor ThreeBond Racing een race won op de Twin Ring Motegi en als achtste in het kampioenschap eindigde.
In 2005 keerde Carbone terug in de Formule 3 Euroseries, maar wist voor Signature slechts als dertiende te eindigen. Ook nam hij deel aan verschillende testsessies voor het A1 Team Brazilië in de A1GP in het seizoen 2005-06.
In 2006 ging Carbone fulltime in Japan racen, waarbij hij terugkeerde in de Japanse Formule 3. Hij behaalde twee overwinningen op het Sportsland SUGO, waardoor hij achter Adrian Sutil, Kazuya Oshima en Roberto Streit vierde werd in het kampioenschap. Ook nam hij deel aan één raceweekend van de Super GT op het Suzuka International Racing Course.
In 2007 stapte Carbone over naar de Formule Nippon, waarin hij voor DoCoMo Team Dandelion Racing vijftiende in het kampioenschap werd. Tevens nam hij fulltime deel aan de Super GT, waarin hij samen met Loïc Duval voor Nakajima Racing de laatste race op de Fuji Speedway won en achter Ralph Firman en Daisuke Ito als tweede eindigde.
In 2008 keerde Carbone terug naar Europa, waarbij hij in de Formule Renault 3.5 Series voor het team Ultimate Signature uitkwam. Hij won twee races op de Hungaroring en de Nürburgring en eindigde achter Giedo van der Garde en Julien Jousse als derde in het kampioenschap.
In 2011 keerde Carbone terug in de racerij en eindigde als derde in de Braziliaanse Petrobras de Marcas Cup. In 2012 en 2014 eindigde hij respectievelijk als 17e en 32e in dit kampioenschap.